# حليم مالكوتش
حليم مالكوتش (1917 -- 7 مارس 1947) هو إمام المسلمين البوسنيين وضابط في قوات إس إس «تقسيم Handschar». كان أول مسلم يحصل على وسام الصليب الحديدي الألماني أثناء الحرب العالمية الثانية (في 1943). أعدم حليم من قبل جمهورية يوغسلافيا الاشتراكية الاتحادية.

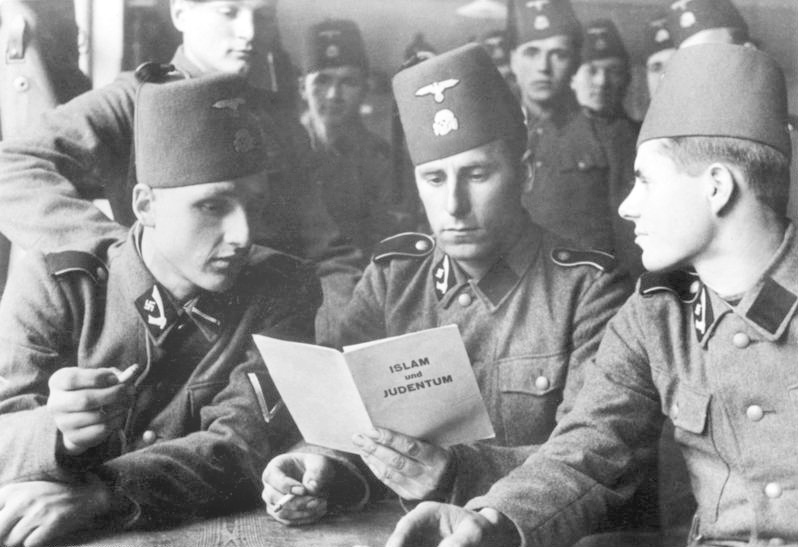
الجنود المسلمين في البوسنة ، 1943